# Firmin Van de Kasseien
Firmin Van de Kasseien is een personage uit de stripserie De Kiekeboes. Hij is de baas van het bedrijf waarvoor Marcel Kiekeboe werkt. Hij maakte zijn debuut in Het edelweissmotief (1985). Van de Kasseien is vrij tenger gebouwd, heeft zwart haar en draagt een toupet. Meestal loopt hij gekleed in een mooi kostuum.

## Oorsprong
Volgens sommigen zou de naam van Kiekeboes baas "Van de Kasseien" verwijzen naar Willy Vandersteen, in wiens studio Merho vroeger werkte. Merho liet zich voor het personage inspireren op acteur Jerry Desmonde die in de films van Norman Wisdom altijd een arrogante zakenman speelde die Wisdoms personage het leven zuur maakte.

## Personage
Firmin Van de Kasseien is directeur van het kantoor waar Kiekeboe werkt. Wat dit bedrijf precies maakt is niet duidelijk. Van de Kasseien is in ieder geval betrokken bij diverse louche praktijken: witwassen (Witter dan wit), vrouwenhandel (Vluchtmisdrijf), autodiefstal (Het Zipan-project), ... In Blond en BlauW wordt hij zelfs tot "Fraudeur van het Jaar" verkozen. In Het gat in de kaas verkoopt hij letterlijk lucht in de gedaante van "gaten uit kaas", in feite bedoeld als dekmantel voor zijn affaire met secretaresse Suzy.
Marcel Kiekeboe wordt geregeld bij deze geheime affaires betrokken, doorgaans omdat hij te naïef is om te begrijpen wat er echt aan de hand is, hem opslag beloofd wordt en/of hij te bang is om te weigeren. Ook bij meer legale klusjes schakelt Van de Kasseien vaak Marcel in.
Van de Kasseien is een erg ijdele, verwaande man. Hij kijkt neer op Kiekeboe, alhoewel die hem al vaak geholpen heeft. Dikwijls kleineert, manipuleert of chanteert hij hem om zijn zin te krijgen. Ondanks Kiekeboes inspanningen krijgt deze altijd stank voor dank.
In Het edelweissmotief vernemen we dat zijn vader ooit de zakdoek van Hitler gekocht heeft. Hij verkoopt hem voor veel geld door aan Pasja Gier.
In het album De Heeren van Scheurbuyck (nr. 92) is hij aartsbisschop Predictor, maar ondanks deze celibataire positie kan hij de jonge nonnen (Anorexia en Boulemia) niet met rust laten.
Charlotte Kiekeboe staat bekend als een hevige tegenstander van Van de Kasseien. In het album Baas boven baas noemde ze hem een arrogante, zelfvoldane, leugenachtige, omhooggevallen, waardeloze, misplaatste, over het paard getilde, egoïstische, seksueel geobsedeerde, domme, onbetrouwbare, huichelachtige, narcistische luchtverplaatsing.

## Overspel
Van de Kasseiens beruchtste karaktertrek in de reeks is zijn overspelig gedrag. Dit aspect van zijn persoonlijkheid kwam voor het eerst tot uiting in het album Een koud kunstje. Hij papt voortdurend aan met allerlei jonge, mooie vrouwen, vooral prostituees en secretaresses. Nochtans is hij al jaren getrouwd met Yvonne Van de Kasseien, maar louter vanwege haar geld. Van de Kasseien wordt door zijn vrouw Chouchou genoemd. Hijzelf noemt haar Chichi. Hij laat zijn vrouw zelfs ontvoeren in De affaire Chichi en De truken van Defhoor om het losgeld op te kunnen strijken.
In Drempelvrees richt Van de Kasseien een eigen politieke partij op, de "Vrij-partij", met een kabinet dat uitsluitend uit prostituees uit zijn favoriete bordelen bestaat. Hij gaat zelfs op reis met zijn minnaressen, zoals Titia in De Aqua-rel.
Meestal gaan deze jonge dames in op zijn avances, al is het vaak onduidelijk wat er daarna met hen gebeurt. In elk album schijnt Van de Kasseien een nieuwe secretaresse te hebben. Kiekeboe wordt meestal wijsgemaakt dat deze vrouwen "nichtjes" van hem zijn. Alhoewel Van de Kasseien al vele vrouwen veroverd heeft kreeg hij ook al weleens het deksel op de neus. In De come-back van Dédé laat hij Kiekeboe in zijn plaats een fietstocht afleggen omdat zijn vrouw de teller op de fiets zal nakijken om te zien of hij effectief gefietst heeft. Wanneer Kiekeboe echter niet meer terugkeert (hij werd ontvoerd door Dédé la Canaille) denkt Van de Kasseien dat Kiekeboe "gewoon geen conditie heeft." Hierop antwoordt zijn minnares geërgerd: "Dat moet jij zo nodig zeggen." In de albums Het Zipan-project en Bij Verdiensten maakt Van de Kasseien tweemaal mee dat een secretaresse hem resoluut afwijst.
Zijn avontuurtjes hebben Van de Kasseien ook al dikwijls in de problemen gebracht. In De taart wordt hij in de stad betrapt met zijn secretaresse, Samantha Fax, terwijl zijn vrouw, Chichi, toevallig in de buurt aan het winkelen is. Kiekeboe wordt door Van de Kasseien ingeschakeld om te doen alsof hij samen is met Samantha om zo Chichi te misleiden. In Schiet niet op de pianist wordt Van de Kasseien gechanteerd met foto's die werden genomen tijdens een van zijn bordeelbezoeken en in Blond en BlauW door een vrouw die beweert zijn dochter te zijn en een DNA-test aanbiedt. In De hoofdzaak gaat hij in Sicilië met een Italiaans meisje naar bed en wordt door haar familieleden belegerd in zijn hotel, omdat ze eisen dat hij met haar trouwt. In Het gat in de kaas richt hij een bedrijf (SIB N.V.) op om alleen te kunnen zijn met zijn secretaresse, Suzy. Wanneer zijn echte vrouw dit ontdekt verlaat ze hem bijna.